# Голешув (Підкарпатське воєводство)
Голешув (пол. Goleszów) — село в Польщі, у гміні Мелець Мелецького повіту Підкарпатського воєводства.
Населення — 399 осіб (2011).
У 1975-1998 роках село належало до Ряшівського воєводства.

## Демографія
Демографічна структура станом на 31 березня 2011 року:
|          | Загалом | Допрацездатний вік | Працездатний вік | Постпрацездатний вік |
| -------- | ------- | ------------------ | ---------------- | -------------------- |
| Чоловіки | 198     | 37                 | 131              | 30                   |
| Жінки    | 201     | 37                 | 112              | 52                   |
| Разом    | 399     | 74                 | 243              | 82                   |